# Thẻ căn cước Hoa Kỳ
Tại Hoa Kỳ không có giấy chứng minh nhân dân hoặc thẻ căn cước ở cấp quốc gia - có nghĩa là không có cơ quan chính phủ liên bang nào có quyền cấp thẻ căn cước cho mọi công dân Hoa Kỳ. Tất cả các cố gắng để đưa ra luật dẫn đến việc tạo thẻ căn cước cấp quốc gia đều bị nhiều người, cả cánh tả lẫn cánh hữu, chống đối quyết liệt vì họ xem việc thiết lập thẻ căn cước là một dấu hiệu của một xã hội toàn trị.
Vì không có thẻ căn cước cấp quốc gia, nhiều giấy tờ được cấp bởi một số chính quyền địa phương hay cơ quan chính phủ được sử dụng như giấy tờ tùy thân, như là giấy khai sinh, thẻ an sinh xã hội, bằng lái xe, hay hộ chiếu.

## Giấy khai sinh
Giấy khai sinh là giấy tờ được cấp cho cha mẹ sau khi đứa trẻ mới được sinh ra. Giấy tờ này được cơ quan chính quyền cấp tiểu bang cấp, và được sử dụng làm chứng là người có tên trong giấy tờ là công dân Hoa Kỳ. Theo Tu chính án thứ 14 trong Hiến pháp Hoa Kỳ, những người sinh ra trên lãnh thổ dưới sự quản lý của Hoa Kỳ đều là công dân Hoa Kỳ. Mỗi tiểu bang ở Hoa Kỳ đều có những loại thẻ khác nhau cũng như quyền lợi khác nhau ít nhiều.

## Thẻan sinh xã hội
Thẻ này cấp cho cha mẹ một đứa trẻ mới sinh khi họ yêu cầu. Cha mẹ thường nộp đơn nhận thẻ cùng để có số an sinh xã hội cho con. Khi có số an sinh xã hội, cha mẹ đứa trẻ có thể khai báo đứa trẻ để được giảm trừ thuế khi làm đơn khai thuế lợi tức liên bang.
Tuy thẻ an sinh xã hội có ghi rõ là không có mục đích làm giấy tờ căn cước, nó đã được sử dụng làm giấy tờ căn cước trong việc thuế má và tín dụng. Vì thế, nguy cơ bị ăn cắp thông tin nhận dạng cá nhân đã làm nhiều người đề xuất ra các biện pháp tạo thẻ căn cước cấp quốc gia.
Nhiều đoàn thể, công ty, và đại học đã dùng số an sinh xã hội để nhận dạng khách hàng hay sinh viên. Một số tiểu bang đã đưa ra đạo luật cấm các cơ quan này sử dụng số an sinh xã hội, và đòi hỏi họ tạo một số nhận dạng cá nhân (ID) khác.

## Bằng lái xe
Giấy tờ thông dụng nhất dùng làm thẻ căn cước là bằng lái xe. Người lái xe phải đem theo bằng lái trên mình khi lái xe và phải trình cho cảnh sát khi đòi hỏi (trong lúc đang lái xe). Những cơ quan cấp bằng lái (nha lộ vận) cũng có thể cấp một loại thẻ căn cước cho những ai không có bằng.
Việc cấp bằng lái xe là nhiệm vụ của chính phủ tiểu bang. Trong số 50 tiểu bang thì 48 tiểu bang có Nha lộ vận (tiếng Anh: Department/Bureau/Division of Motor Vehicles, tùy tiểu bang) đảm nhiệm việc này. Riêng 2 tiểu bang (Hawaii và Kentucky), dịch vụ này do chính quyền cấp quận chấp nhiệm. Theo hiến pháp Hoa Kỳ thì giấy tờ do một tiểu bang cấp phát đều được công nhận là có giá trị pháp lý ở tất cả mọi tiểu bang.
Ngoài các cơ quan nhà nước, các tổ chức tư nhân nhiều khi cũng yêu cầu bằng lái xe, như trước khi lên máy bay, khi sử dụng thẻ tín dụng hay khi mua thuốc lá và rượu (những thứ kích thích và cấm trẻ em mua).
Hầu hết người Mỹ đều cầm theo bằng lái xe khi ra khỏi nhà, tuy rằng luật pháp không có điều khoản nào bắt buộc họ phải làm vậy. Cảnh sát không có quyền yêu cầu xem bằng lái nếu đương sự không đang lái xe (tuy nhiên, họ có quyền hỏi tên).

## Hộ chiếu
Không có nhiều người Mỹ làm hộ chiếu. Chỉ khoảng 20% công dân Hoa Kỳ có hộ chiếu. Hộ chiếu được cấp bởi Bộ Ngoại giao, và người dân có thể làm đơn xin hộ chiếu tại các bưu điện hay tòa thị chính. Trước kia công dân Hoa Kỳ không cần trình hộ chiếu để về nước từ các nước lân bang như Canada và México.

## Giấy tờ khác
Ngoài các giấy tờ nêu trên, một số giấy tờ khác cũng được sử dụng làm giấy tờ tùy thân:
- Bằng công dân - được cấp khi một người nhập cư trở thành công dân Hoa Kỳ
- Thẻ xanh (chứng nhận thường trú) hoặc giấy tờ nhập cư, tạm trú cho những người không phải là công dân
- Thẻ quân nhân
- Thẻ tín dụng